# Casa dels Caps Negres

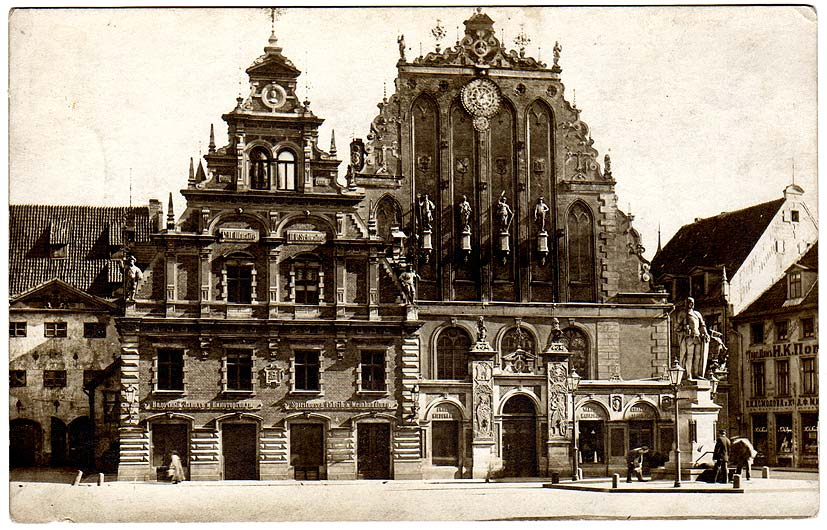
La casa dels Caps Negres de Riga abans de la seva destrucció. Fotografia 1900-1918

La casa dels Caps Negres (en letó: Melngalvju nams, en alemany: Schwarzhäupterhaus) és un edifici situat en el barri vell de Riga, Letònia.
L'edifici original va ser construït en el primer terç del segle xiv (1344) per a la Germandat dels Caps Negres, el gremi de comerciants alemanys solters a Riga -anomenat així per tenir com a emblema un cap d'africà, segurament en referència als orígens nubians de Sant Maurici, patró del gremi-. Es va renovar profundament entre els anys 1580 i 1886, moment que s'hi van afegir la majoria de les ornamentacions.
L'estructura va ser bombardejada pels alemanys el 28 de juny de 1941, durant la Segona Guerra Mundial, i va quedar en ruïnes. Les restes van ser completament enderrocades pels soviètics el 1948. La reconstrucció actual, idèntica a l'anterior, va ser realitzada entre el 1995 i el 1999.